# Fontaine de l'ancien hôtel de la trésorerie générale de Mézières
La fontaine de l'ancien hôtel de la trésorerie générale de Mézières est une fontaine située à Rethel, en France.

## Localisation
La fontaine est située sur la commune de Rethel, dans le département français des Ardennes.

## Historique
L'édifice est inscrit au titre des monuments historiques en 1927.